# Dammartin-les-Templiers
Dammartin-les-Templiers là một xã của tỉnh Doubs, thuộc vùng Bourgogne-Franche-Comté, miền đông nước Pháp.

## Dân số
Điều tra dân số năm 1999, xã này có dân số là 191.
Ước lượng năm 2007 là 194.